# الكيلو 21 (شمال سيناء)
الكيلو 21 إحدى قرى مركز رفح التابع لمحافظة شمال سيناء بجمهورية مصر العربية.